# 1325

## Události
Česko
- 4. listopadu – král Jan Lucemburský vydal zakládací listinu obce Řevničov
- ražba první zlaté mince za lucemburské vlády v českých zemích

Svět
- 7. ledna – Alfons IV. se stal portugalským králem
- Aztékové se usazují v Tenochtitlánu

## Vědy a umění
- Jan Buridan dokončil Summulae logicae, své kompendium logiky

## Narození
- 12. května – Ruprecht II. Falcký, falcký kurfiřt († 1398)
- Eleonora Sicilská, královna Aragonie, Valencie, Sardinie, Korsiky a Mallorky jako manželka Petra IV. († 20. dubna 1375)
- Inês de Castro, manželka pozdějšího portugalského krále Petra I. († 7. ledna 1355)

## Úmrtí
- 7. ledna – Dinis I., král Portugalska a Algarve (* 9. října 1261)
- 5. června – Eberhard I. Württemberský, hrabě württemberský (* 13. března 1265)
- 21. listopadu – Jurij III. Daniilovič, kníže moskevský a velkokníže vladimirský (* 1281)
- 27. listopadu – Vít z Habdanku, kanovník vratislavské kapituly a nepotvrzený biskup vratislavský (* ?)
- 16. prosince – Karel I. z Valois, hrabě z Valois (* 12. března 1270)
- 19. prosince – Anežka Francouzská, burgundská vévodkyně (* 1260)

## Hlavy států
Jižní Evropa
- Pyrenejský poloostrov
  - Portugalské království – Dinis I. Hospodář – Alfons IV. Statečný
  - Kastilské království – Alfons XI. Spravedlivý
  - Aragonské království – Jakub II. Spravedlivý
  - Navarrské království – Karel I.
- Itálie
- Papež – Jan XXII.
- Neapolské království – Robert I. Moudrý

Západní Evropa
- Francouzské království – Karel IV. Sličný
- Anglické království – Eduard II.
- Skotské království – Robert Bruce

Severní Evropa
- Norské království – Magnus VII.
- Švédské království – Magnus IV.
- Dánské království – Kryštof II.

Střední Evropa
- Svatá říše římská – Ludvík IV. Bavor – Fridrich Sličný
  - České království – Jan Lucemburský
  - Hrabství holandské – Vilém III. z Avesnes
  - Arcibiskupství brémské – Jens Grand (Jan I.)
  - Trevírské arcibiskupství – Balduin Lucemburský
  - Mohučské arcibiskupství – Matthias von Buchek
  - Kostnické biskupství – Rudolf II. z Montfortu
  - Braniborské markrabství – Ludvík I. (Ludvík V. v Bavorsku)
  - Hesenské lankrabství – Otto I.
- Polské knížectví – Vladislav I. Lokýtek
- Uherské království – Karel I. Robert

Východní Evropa
- Byzantská říše – Andronikos II. Palaiologos

Blízký východ a severní Afrika
- Kyperské království – Hugo IV. Kyperský
- Osmanská říše – Osman I.

Afrika
- Habešské císařství – Amda Sion
- Říše Mali – Mansa Musa